# Шкала Шелдона
Шкала Шелдона (англ. Sheldon Coin Grading Scale) — 70 бальна шкала, що використовується при нумізматичній оцінці якості монет. Була створена Вільямом Гербертом Шелдоном. Американська нумізматична асоціація (АНА) в значній мірі базує свої офіційні стандарти оцінювання на шкалі Шелдона.

## Оригінальна шкала Шелдона

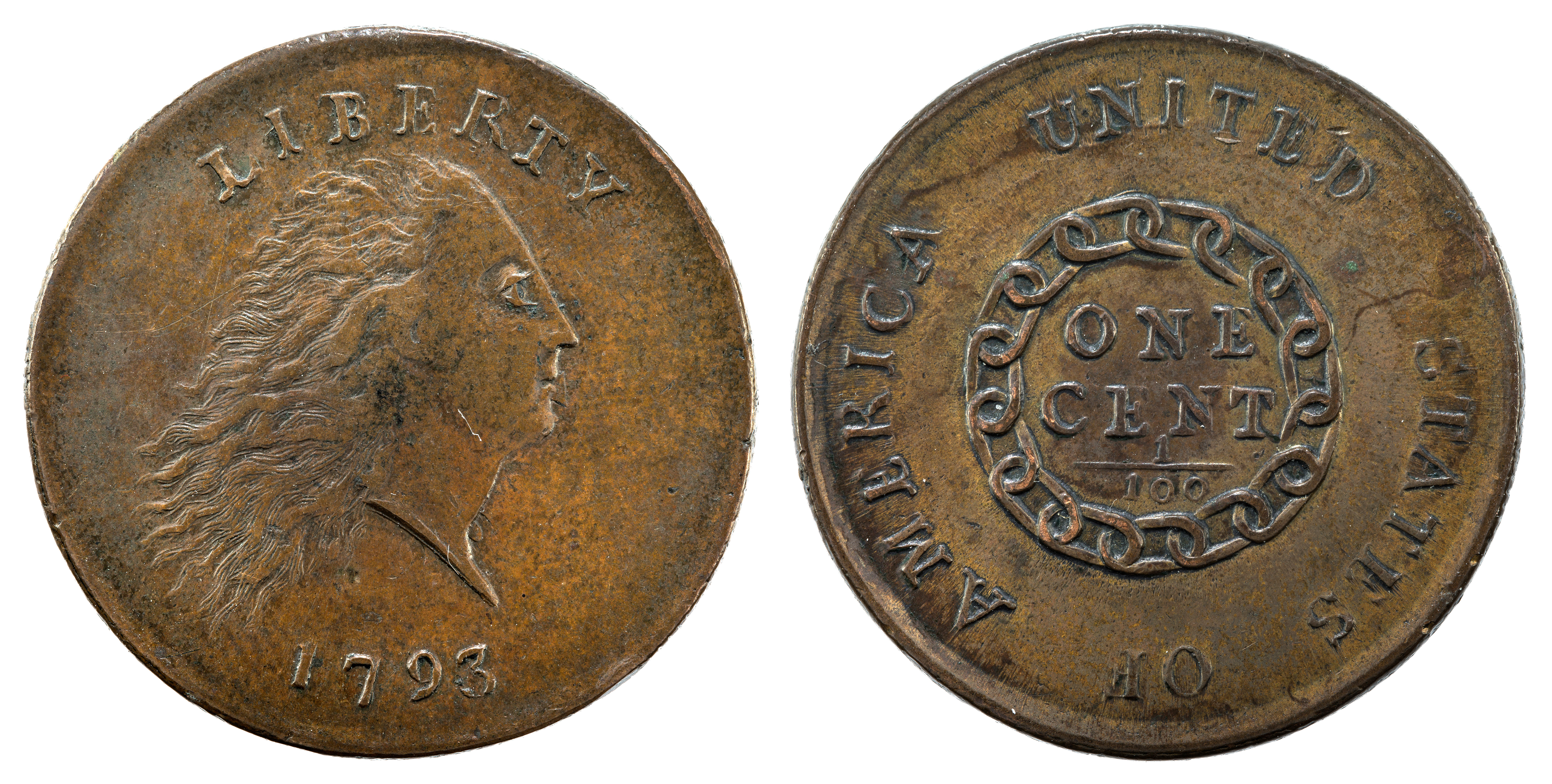
Один з перших великих центів США. Тип монети, що надихнув Шелдона на створення шкали оцінювання

Оригінальна шкала була вперше представлена у книзі Вільяма Шелдона «Early American Cents» під назвою «Кількісна шкала стану», та була призначена для оцінювання стану великих центів. Сьогодні ми знаємо її під назвою Шкала Шелдона
| Оцінка   | Стан               |
| -------- | ------------------ |
| 1        | Basal State-1      |
| 2        | Fair               |
| 3        | Very Fair          |
| 4, 5, 6  | Good               |
| 7, 8, 10 | Very Good          |
| 12, 15   | Fine               |
| 20, 30   | Very Fine          |
| 40       | Extremely Fine     |
| 50       | About Uncirculated |
| 60       | Mint State         |
| 65       | Mint State         |
| 70       | Mint State         |

## Адаптована шкала
До 1953 року оригінальна шкала Шелдона застаріла. Однак лише у 1970-х роках, Американська нумізматична асоціація вирішила адаптувати шкалу для використання для оцінки всіх американських монет. Шкала, що використовується сьогодні, — це модифікація оригінальної шкали Шелдона, із змінами, доповненнями, видаленнями та модифікаціями.
Примітка: деякі ранні різновиди американських монет майже завжди місцями слабко вибиті. Це не знижує оцінку цих монет, оскільки в деяких випадках не існує бездоганної монети для різновиду. Ранні монети зазвичай мають проблеми з якістю заготовки, які залежно від серйозності та ринкових умов можуть знизити оцінку інших монет.

### Шкала оцінки монет, що були в обігу
| #  | Оцінка                                 | Код оцінки         | Опис |
| -- | -------------------------------------- | ------------------ | ---- |
| 1  | Poor                                   | PO                 |      |
| 2  | Fair                                   | FR                 |      |
| 3  | About Good                             | AG                 |      |
| 4  | Good                                   | G, G4              |      |
| 6  | Choice Good                            | G+, G6             |      |
| 8  | Very Good                              | VG, VG8            |      |
| 10 | Choice Very Good                       | VG+, VG10          |      |
| 12 | Fine                                   | F, F12             |      |
| 15 | Choice Fine                            | F+, F15            |      |
| 20 | Very Fine                              | VF, VF20           |      |
| 25 | Very Fine                              | VF25               |      |
| 30 | Choice Very Fine                       | Ch.VF, VF+, VF30   |      |
| 35 | Choice Very Fine                       | Ch. VF, VF+, VF35  |      |
| 40 | Extremely Fine/Extra Fine              | Ex. Fine, EF40     |      |
| 45 | Choice Extremely Fine                  | Ch. Ex. Fine, EF45 |      |
| 50 | About Uncirculated/Almost Uncirculated | AU, AU50           |      |
| 55 | Choice About Uncirculated              | Ch. AU, AU55       |      |
| 58 | Choice About Uncirculated              | Ch. AU, AU58       |      |

### Шкала оцінки монет, що не були в обігу
До монет з ознакою Mint State відноситься монети, викарбувані для регулярного використання, але які насправді ніколи не була введені в обіг, тобто ніколи не використовувалася для щоденної торгівлі; також це анциркулейтед  Оскільки люди ніколи не використовували ці монети для придбання товарів чи послуг, монети не передавали від однієї особи іншій; вони не були перемішані з іншими монетами в кишенях або гаманцях; і їх не рахували, не торкалися роздрібні продавці та банківський персонал. Отже, анциркулейтед монети не повинні мати ознак зносу..Шаблон:Efn-lg
У сучасній нумізматиці Сполучених Штатів колекціонери, торговці монетами та незалежні компанії оцінювання оцінюють монети рівня Mint State за допомогою шкали балів від 60 до 70 включно, де 70 означає ідеальну монету без видимих дефектів. Монети нижчого класу (60-63), як правило, не ношені, можуть мати слабку чеканку, сліди від мішків та інші дефекти, які роблять їх менш привабливими для колекціонера. Деякі ранні монети рівня Mint State потрапили в обіг через слабкі удари штампу, тріщини на штампі, проблеми з заготовкою або якістю металу. Є кілька монет Сполучених Штатів, для яких не існує зразків монетного двору штату, наприклад срібний дайм 1792 року та срібний напівдайм із драпірованим бюстом 1802 року (реверс Геральдичний орел).
| #  | Оцінка        | Код оцінки | Опис |
| -- | ------------- | ---------- | ---- |
| 60 | Mint State 60 | MS60       |      |
| 61 | Mint State 61 | MS61       |      |
| 62 | Mint State 62 | MS62       |      |
| 63 | Mint State 63 | MS63       |      |
| 64 | Mint State 64 | MS64       |      |
| 65 | Mint State 65 | MS65       |      |
| 66 | Mint State 66 | MS66       |      |
| 67 | Mint State 67 | MS67       |      |
| 68 | Mint State 68 | MS68       |      |
| 69 | Mint State 69 | MS69       |      |
| 70 | Mint State 70 | MS70       |      |

### Шкала що описує стан збереження монет, що не були в обігу
Торговці монетами та окремі колекціонери монет часто використовують опис стану - із супровідним числовим класом Шелдона або без нього - для зображення стан збереження монет, що не були в обігу. Термін Brilliant Uncirculated (часто скорочений як BU) є, мабуть, найпоширенішим - і найбільш неоднозначним - із таких описів. У той час як Brilliant Uncirculated (BU) має стосуватися анциркулейтед монет, якs зберегли свій первісний штемпельний блиск, деякі ототожнюють BU з Uncirculated, тобто вони можуть посилатися на монету MS-60 з невеликим сяйвом (яскравістю) або без нього як Brilliant Uncirculated. Відповідно до цього, деякі нумізмати стверджують, що недобросовісна підгрупа торговців монетами вводить клієнтів в оману, використовуючи оцінку описом без визначення термінів. У той же час, здається, існує принаймні певний консенсусу нумізматичній спільноті щодо наступних визначень.

###### Загальновживані (але неофіційні) описи станів збереження
| Опис стану                    | Еквівалент у числовій шкалі |
| ----------------------------- | --------------------------- |
| Uncirculated                  | MS-60, MS-61, MS-62         |
| Select or Choice Uncirculated | MS-63                       |
| Choice Uncirculated           | MS-63, MS-64                |
| Gem Uncirculated              | MS-65, MS-66                |
| Superb Gem Uncirculated       | MS-67, MS-68, MS-69         |
| Perfect Uncirculated          | MS-70                       |

Однак майте на увазі, що якщо деякі торговеці монетами рекламуючи монету як «Gem Uncirculated», це не обов’язково означає, що незалежна компанія, що займається класифікацією монет, призначить монеті оцінку MS-65 або MS-66.

###### Числові оцінки для монет що не були в обігу
| #  | Оцінка        | Код оцінки | Опис |
| -- | ------------- | ---------- | ---- |
| 60 | Mint State 60 | MS60       |      |
| 61 | Mint State 61 | MS61       |      |
| 62 | Mint State 62 | MS62       |      |
| 63 | Mint State 63 | MS63       |      |
| 64 | Mint State 64 | MS64       |      |
| 65 | Mint State 65 | MS65       |      |
| 66 | Mint State 66 | MS66       |      |
| 67 | Mint State 67 | MS67       |      |
| 68 | Mint State 68 | MS68       |      |
| 69 | Mint State 69 | MS69       |      |
| 70 | Mint State 70 | MS70       |      |

## Монети якості Пруф
Як і тиражні монети, пробні монети оцінюються за шкалою Шелдона від 1 до 70, і їм передує абревіатура «PF» або «PR», щоб відрізнити їх від тиражних випусків. Пробні монети класу від 60 до 70 відрізняються від монет класу Анциркулейтед тим, що монета не була створена для обігу. Пробні монети зі ступенем PR-63 іноді називають «вибірковими пробами». Пробні монети, оцінка яких нижча за 60 і мають ознаки обігу або неправильного поводження, класифікуються як Пошкоджені пруфи, вони не включаються разом із обіговими монетами, оскільки вони взагалі ніколи не були випущені чи призначені для обігу.
| #      | Оцінка         | Код оцінки | Опис |
| ------ | -------------- | ---------- | ---- |
| 1 - 59 | Impaired Proof | PR-45      |      |
| 60     | Proof          | PR, PR-60  |      |
| 63     | Proof          | PR-63      |      |
| 65     | Proof          | PR-65      |      |
| 67     | Proof          | PR-67      |      |
| 70     | Proof          | PR-70      |      |